# Nalibojska šuma
 Nalibojska šuma (blr. Налібоцкая пушча) je veliki šumski kompleks u sjeverozapadnoj Bjelorusiji, na desnoj obali rijeke Njemen, na bjeloruskom grebenu.
Nalibojska šuma je poznata po svojoj prirodi i bogatoj, iako tragičnoj povijesti. Šuma je nazvana po središtu gradića Naliboka, iako je naslov "neformalni glavni grad šume" pripadao gradu Ivaništima.
Velik dio područja zauzimaju borove šume i močvare, a neki dijelovi Naliboke prilično su brdoviti. Bogata fauna obuhvaća vrste kao što su: obični jelen, divlja svinja, mrki medvjed, europski bizon, šišmiši itd. 
Od 10. do 11. stoljeća, iako vrlo rijetko naseljena, velika šuma na desnoj obali gornje rijeke Njemen bila je strateški važna za poganska litavska plemena. Važni rusinski gradovi Minsk i Zaslavje utemeljeni su na rubu šume kao tvrđave za obranu rusinske granice protiv litavskih napada. Sredinom 13. stoljeća, šuma je branila Veliko Vojvodstvo Litve na jugu od napada Zlatne Horde i njezina vazala, kneževine Halič-Volinje, pomažući tako novoosnovanoj državi da opstane. Granica između Rutenije (koja je ostala pod tatarskom vlašću) i Litve koja je nastala kao rezultat ovog sukoba, ostavila je tragove u lokalnim legendama o bitkama s Tatarima na Mahilni i Kojdanavi i predodredila dugotrajnu podjelu Velikog Vojvodstva Litve u Litvu i "Litavsku Rusiju". Kao rezultat Krevske Unije (1385.) i kasnijega pokrštavanja Litve 1387. godine, lokalni pogani postali su katolici, a područje je do danas pretežno katoličko. 